# Csekéné Jónás Erzsébet
Csekéné Jónás Erzsébet, Cs. Jónás Erzsébet (Nyíregyháza, 1950. január 29.), professor emeritus, egyetemi tanár, az MTA doktora, a Nyíregyházi Főiskola Orosz Nyelv és Irodalom Tanszékének vezetője 2013-ig.

## Élete és pályafutása
1973-ban végzett a Debreceni Egyetem magyar–orosz szakán középiskolai tanári oklevéllel; 1978-ban doktorált. 1973-tól a Nyíregyházi Főiskola tanára, adjunktus, majd docens, 1999-től egyetemi tanár. 1993 és 2013 között az Orosz Nyelv és Irodalom Tanszék vezetője. 2003 óta az MTA doktora.
Több mint 300 szakmai publikációja jelent meg, kutatási területe a fordításstilisztika, a kontrasztív szövegszemantika, valamint a kommunikáció- és diskurzuskutatás. Emellett oktat még morfológiát, szemiotikát és szintaxist, illetve több doktori iskolában is vizsgáztat.

## Elismerései
- 1983 – Miniszteri dicséret
- 1988 – Kiváló Munkáért díj
- 1995 – TIT Aranykoszorús Jelvény
- 1998 – Nyíregyháza Megyei Jogú Város Önkormányzatának „Oktató-nevelő munkáért” kitüntetése
- 2000 – Puskin-érem
- 2003 – TIT Aranykoszorús jelvény
- 2006 – A Nyíregyházi Főiskola Tudományos Bizottsága által alapított „Tudományért–Művészetért” kitüntetés
- 2010 – Brassai Sámuel-díj
- 2010 – A Nyíregyházi Főiskola Bölcsészettudományi és Művészeti Karának Krúdy-gyűrű kitüntetése
- 2016 – Fran Miklošič-díj[2]

## Válogatott publikációk
- Kommunikatív készségfejlesztés az anyanyelvi és idegen nyelvi oktatásban; Stúdium, Nyíregyháza, 1993
- Prepodavanyije russzkogo jazika v vengerszkoj augyitorii. Mezsvuzovszkij szbornik; szerk. Székely Gábor, Cs. Jónás Erzsébet, Fedoszov V. A.; Stúdium, Nyíregyháza, 1994
- A magyar Csehov. Csehov-drámák műfordításelemzése; Stúdium, Nyíregyháza, 1995
- Az orosz ige morfológiája. Feladatgyűjtemény; Bessenyei, Nyíregyháza, 1998
- Mindennapi kommunikációnk; jav., átdolg. kiad.; Bessenyei, Nyíregyháza, 1998
- Az orosz dialógus természetrajza. Szövegszerkezeti vizsgálatok Csehov dialógusaiban; Bessenyei, Nyíregyháza, 1999
- Nyelvpolitika és nyelvoktatás. Könyv Bakonyi Istvánnak; szerk. Cs. Jónás Erzsébet; Szabolcs-Szatmár-Bereg Megyei Önkormányzat Megyei Pedagógiai Intézete és Továbbképző Központja, Nyíregyháza, 1999
- A nyelvészet és az irodalomtudomány új útjai; szerk. Cs. Jónás Erzsébet; Bessenyei, Nyíregyháza, 2000 (Nyíregyházi Főiskola doktorandusz füzetek)
- A színpadi nyelv pragmatikája. Csehov dialógusainak kommunikatív stíluselemzése; Bessenyei, Nyíregyháza, 2000
- Kontrasztív szövegszemantikai vizsgálatok. Csehov-drámák magyar fordításai; Bessenyei, Nyíregyháza, 2001
- Így működik a Word szövegszerkesztő. A humán informatika verbális kommunikációja. Magyar-orosz szakszöveg-, szójegyzék- és dokumentumgyűjtemény; Bessenyei, Nyíregyháza, 2002
- Diszciplínák találkozása; szerk. Cs. Jónás Erzsébet; Bessenyei, Nyíregyháza, 2003 (Nyíregyházi Főiskola doktorandusz füzetek)
- Nyelvek és nyelvoktatás Európa és a Kárpát-medence régióiban. A XIV. Magyar Alkalmazott Nyelvészeti Kongresszus kontrasztív nyelvészeti szekció. Összefoglalók kötete; szerk. Cs. Jónás Erzsébet; Bessenyei, Nyíregyháza, 2004
- Magyar tudományosság – európai dimenziók; szerk. Cs. Jónás Erzsébet; Bessenyei, Nyíregyháza, 2004 (Nyíregyházi Főiskola doktorandusz füzetek)
- Ismerkedjünk a szemiotikával!; 2. jav. kiad.; Krúdy, Nyíregyháza, 2005
- Alakzatvizsgálat Csehov-drámák fordításaiban; Nemzeti Tankönyvkiadó, Bp., 2005 (Az alakzatok világa)
- Alakzatok Csehov-drámák magyar fordításaiban. In: Kroó Katalin (szerk.): Bevezetés a XIX. századi orosz irodalom történetébe. Alapozó ismeretek az orosz–szláv és az orosz–magyar irodalmi kapcsolatok köréből. I-II. Budapest: Bölcsész Konzorcium, 2006. II. kötet: 862–882.
- Alakzatok és trópusok a műfordításban (Ratkó József Viszockij-fordításainak elemzése orosz eredeti szövegmellékletekkel). Budapest: Nemzeti Tankönyvkiadó, 2006. 48 pp.
- Russzkaja, ukrainszkaja i ruszinszkaja lekszikologija i lekszikografija. Szbornyik sztatyej pamjatyi professzora Istvana Udvari; szerk. Cs. Jónás Erzsébet; Krúdy, Nyíregyháza, 2006
- Papp Ferenc olvasókönyv. Papp Ferenc válogatott nyelvészeti tanulmányai; szerk. Klaudy Kinga, vál., bev. Cs. Jónás Erzsébet et al.; Tinta, Bp., 2006 (Segédkönyvek a nyelvészet tanulmányozásához)
- A színpadi nyelv pragmatikája a Csehov-drámákban. In: Kroó Katalin (szerk.): Bevezetés a XIX. századi orosz irodalom történetébe. Alapozó ismeretek az orosz–szláv és az orosz–magyar irodalmi kapcsolatok köréből. I-II. Budapest: Bölcsész Konzorcium, 2006. II. kötet: 651–682.
- Mezsdu jazikami is kul'turami. Jubilejnij szbornyik sztatyej v cseszty Viktora Alekszandrovicsa Fedoszova / Nyelvek és kultúrák között. Jubileumi tanulmánykötet Viktor Alekszandrovics Fedoszov tiszteletére; szerk. Cs. Jónás Erzsébet; Krúdy, Nyíregyháza, 2007
- Kettős portré villanófényben. Ratkó József Viszockij-fordításainak elemzése; Krúdy, Nyíregyháza, 2008
- "Én írok levelet magának...". Orosz szerzők fordításstilisztikai vizsgálata; Nyíregyháza : Bessenyei, 2009.
- Százéves századelő. Bölcsészet- és társadalomtudományi tanulmányok; szerk. Cs. Jónás Erzsébet, Pethő József; Bessenyei, Nyíregyháza, 2010 (Hangszókép)
- Kultúrák találkozása. Fordításstilisztikai tanulmányok; Bessenyei, Nyíregyháza, 2011
- Kognitív szemantika a fordításban. Orosz kognitív nyelvészet; Bessenyei, Nyíregyháza, 2012
- Romantika tegnap és ma. Bölcsészettudományi és művészeti tanulmányok; szerk. Cs. Jónás Erzsébet, Pethő József; Bessenyei, Nyíregyháza, 2012 (Hangszókép)
- A játék. Művészeti, társadalom- és bölcsészettudományi tanulmányok; szerk. Cs. Jónás Erzsébet, Pethő József; Bessenyei, Nyíregyháza, 2013 (Hangszókép)